# Claude-François Malet

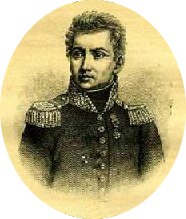
Claude François de Malet.

Claude-François Malet, född 28 januari 1754, död (avrättad) 29 oktober 1812, var en fransk general. Han låg bakom Coup d'État de Malet 1812. 
Malet deltog i revolutionskrigen och blev 1799 brigadgeneral. År 1805 utnämndes han till guvernör i Pavia, men avskedades 1807 på grund av sina utpräglat republikanska tänkesätt. Misstänkt för samhällsfarliga stämplingar, blev Malet på kejsar Napoleons befallning fängslad 1808. 
Jämte generalerna Victor Claude Alexandre Fanneau de La Horie och Maximin-Joseph Emmanuel Guidal med flera statsfångar fattade Malet 1812 beslutet att söka störta kejsaren, som vid denna tid befann sig på sitt tåg mot Ryssland, och återupprätta republiken. Natten mellan den 22 och 23 oktober lyckades Malet rymma från det sjukhus, dit han på grund av föregiven sjukdom flyttats från fängelset. Han skyndade till kasernerna och vann två regementen på sin sida genom falska underrättelser om Napoleons död och genom förevisande av ett understucket dekret av senaten, som utnämnde honom till kommendant i Paris. Därpå befriade Malet sina fångna kamrater Guidal och Lahorie. Dessa häktade polisministern Anne Jean Marie René Savary och polisprefekten Étienne-Denis Pasquier samt intog deras platser, under det att Malet med en beväpnad hop begav sig till kommendanten general Pierre-Augustin Hulin, genom vars lugn och kallblodighet revolten misslyckades. Malet och 14 hans medsammansvurna arkebuserades. Underrättelsen om denna sammansvärjning påskyndade Napoleons hemresa från Ryssland samma år. 
Bland den omfattande litteraturen om Malet kan nämnas Histoire de la conspiration de Malet (1840) av Douville, Eclaircissements historiques sur la conspiration du general Malet (1844) av Pierre Dieudonné Louis Saulnier och La vie et les conspirations du général Malet, 1754-1812 (1921) av Frédéric Masson.